# Paolo Montero
Pour les articles homonymes, voir Montero (homonymie).
Rónald Paolo Montero Iglesias (né le 3 septembre 1971 à Montevideo en Uruguay), est un joueur de football international uruguayen qui évoluait au poste de défenseur.
Surnommé Terminator, il est surtout connu pour avoir fait les beaux jours du club italien de la Juventus, s'imposant parmi l'un des plus grands et rugueux défenseurs de l'histoire du club. C'est lui qui détient le record du plus grand nombre d'expulsions en Serie A (16 fois).
Son père, Julio Montero Castillo , était également footballeur.

## Biographie

### Carrière en club
En Italie depuis 4 ans, Montero arrive à la Juventus en 1996. Il joue son premier match en bianconero le 28 août 1996 lors d'un succès 2-0 sur la pelouse de Fidelis Andria en Coupe d'Italie.
Il inscrit son premier but pour la Juve le 30 octobre 1996 lors d'un succès à domicile 5-0 en Ligue des champions sur le Rapid Vienne. Avec la Juve il dispute 58 matchs en Ligue des champions et plus de 200 matchs en Serie A.

### Carrière en sélection
Il compte 60 sélections et inscrit 5 buts en équipe d'Uruguay entre 1991 et 2005.
Avec la sélection uruguayenne, il participe à trois compétitions organisées par la FIFA : la Coupe du monde des moins de 20 ans 1991, la Coupe des confédérations 1997, et enfin la Coupe du monde 2002. Lors du mondial 2002, il joue trois matches : contre le Danemark, la France et enfin le Sénégal.

## Palmarès
Juventus
| - Championnat d'Italie (4) : - Champion : 1996-97, 1997-98, 2001-02 et 2002-03 - Vice-champion : 1999-00 et 2000-01. - Coupe d'Italie : - Finaliste : 2001-02 et 2003-04. - Supercoupe d'Italie (3) : - Vainqueur : 1997, 2002 et 2003. - Finaliste : 1998. |  | - Ligue des champions : - Finaliste : 1996-97, 1997-98 et 2002-03. - Coupe intercontinentale (1) : - Vainqueur : 1996. - Supercoupe de l'UEFA (1) : - Vainqueur : 1996. - Coupe Intertoto (1) : - Vainqueur : 1999. |

### Buts en sélection
| Buts en sélection de Paolo Montero | Buts en sélection de Paolo Montero | Buts en sélection de Paolo Montero | Buts en sélection de Paolo Montero | Buts en sélection de Paolo Montero | Buts en sélection de Paolo Montero | Buts en sélection de Paolo Montero      |
| #                                  | Date                               | Lieu                               | Adversaire                         | Score                              | Résultats                          | Compétitions                            |
| ---------------------------------- | ---------------------------------- | ---------------------------------- | ---------------------------------- | ---------------------------------- | ---------------------------------- | --------------------------------------- |
| 1                                  | 15 décembre 1996                   | Montevideo, Uruguay                | Pérou                              | 1-0                                | 2-0                                | Éliminatoires de la Coupe du monde 1998 |
| 2                                  | 2 avril 1997                       | Montevideo, Uruguay                | Venezuela                          | 2-0                                | 3-1                                | Éliminatoires de la Coupe du monde 1998 |
| 3                                  | 3 juin 2000                        | Montevideo, Uruguay                | Chili                              | 2-1                                | 2-1                                | Éliminatoires de la Coupe du monde 2002 |
| 4                                  | 7 juillet 2004                     | Chiclayo, Pérou                    | Mexique                            | 2-2                                | 2-2                                | Copa América 2004                       |
| 5                                  | 17 novembre 2004                   | Montevideo, Uruguay                | Paraguay                           | 1-0                                | 1-0                                | Éliminatoires de la Coupe du monde 2006 |